# Gullranstjärnen
Gullranstjärnen är en sjö i Falu kommun i Dalarna och ingår i Dalälvens huvudavrinningsområde. Sjön är 4,5 meter djup, har en yta på 0,0614 kvadratkilometer och är belägen 197,2 meter över havet. Vid provfiske har abborre, gers och mört fångats i sjön.

## Delavrinningsområde
Gullranstjärnen ingår i det delavrinningsområde (674007-150310) som SMHI kallar för Inloppet i Svärdsjön. Medelhöjden är 199 meter över havet och ytan är 7,44 kvadratkilometer. Räknas de 131 avrinningsområdena uppströms in blir den ackumulerade arean 1 552,75 kvadratkilometer. Lillälven (Tängerströmmen) som avvattnar avrinningsområdet har biflödesordning 2, vilket innebär att vattnet flödar genom totalt 2 vattendrag innan det når havet efter 248 kilometer. Avrinningsområdet består mestadels av skog (79 procent). Avrinningsområdet har 0,45 kvadratkilometer vattenytor vilket ger det en sjöprocent på 6 procent. Bebyggelsen i området täcker en yta av 0,23 kvadratkilometer eller 3 procent av avrinningsområdet.